# Edmund Bradbury
Edmund Bradbury, né le 10 septembre 1992 à Banstead en Angleterre, est un coureur cycliste britannique. 

## Palmarès
- 2014
  - 3e du Chrono des Nations-Les Herbiers-Vendée espoirs
- 2015
  - 2e du championnat de Grande-Bretagne du contre-la-montre
- 2016
  - Chorley Grand Prix
- 2018
  - Mark Bell Memorial Race
  - Fast Test Road Race
- 2019
  - Trofeu Cala Millor - Cala Millor
  - CC Hackney Road Race
  - 2e du Tour du Maroc

## Classements mondiaux
| Année           | 2015   | 2016   | 2017 | 2018   |
| --------------- | ------ | ------ | ---- | ------ |
| UCI Europe Tour | 1 032e | 1 399e |      | 1 531e |
| UCI Asia Tour   |        |        | 445e |        |